# Wolves (chanson de Selena Gomez et Marshmello)
Pour les articles homonymes, voir Wolves.
Singles par Selena Gomez
Fetish
(2017) Back to You (en)
(2018)
Singles par Marshmello
You & Me
(2017) Spotlight (en)
(2018)
Wolves est un single musical de Selena Gomez et Marshmello sorti en octobre 2017.

## Clip Vidéo
Le 2 novembre 2017, Selena a publié la vidéo verticale du single exclusivement via Spotify. Il a ensuite été publié via son compte officiel Vevo. La vidéo est un FaceTime entre elle et Marshmello.
Le 17 Novembre, la vidéo officielle a été créée sur l'iTunes Store et Apple Music et elle a été dirigée par Colin Tilley. Le clip montre Selena Gomez portant différentes tenues dans diverses parties d'une piscine intérieure. Vers la fin du clip, elle marche sur l'eau de la piscine. Le clip vidéo a été diffusé sur Vevo et YouTube un jour plus tard sur le compte de Selena.
En décembre 2020, le clip comptabilise 409 millions de vues et atteint les 4 millions de likes.

## Classements
| Classements (2017-18)                   | Meilleure position |
| --------------------------------------- | ------------------ |
| Allemagne (Media Control AG)            | 11                 |
| Autriche (Ö3 Austria Top 40)            | 8                  |
| Australie (ARIA)                        | 5                  |
| Belgique (Flandre Ultratop 50 Singles)  | 7                  |
| Belgique (Wallonie Ultratop 50 Singles) | 4                  |
| Danemark (Tracklisten)                  | 8                  |
| Espagne (PROMUSICAE)                    | 27                 |
| Finlande (Suomen virallinen lista)      | 3                  |
| France (SNEP)                           | 30                 |
| Italie (FIMI)                           | 28                 |
| Norvège (VG-lista)                      | 5                  |
| Nouvelle-Zélande (RMNZ)                 | 10                 |
| Pays-Bas (Nederlandse Top 40)           | 8                  |
| Slovaquie (IFPI Rádio)                  | 8                  |
| Suède (Sverigetopplistan)               | 7                  |
| Suisse (Schweizer Hitparade)            | 9                  |
| Royaume-Uni (UK Singles Chart)          | 9                  |

## Certification
| Pays   | Organisme | Certification | Seuil                            |
| ------ | --------- | ------------- | -------------------------------- |
| France | SNEP      | Diamant       | 50 millions d'équivalent streams |